# محتوى مفتوح
محتوى مفتوح (بالإنجليزية: Open Content)‏ هو لفظ مستحدث نُحت قياساً بلفظ مصدر مفتوح أو (بالإنجليزية: Open Source)‏، يصف أي نوع من أنواع العمل الإبداعي، أو المحتوى، والذي نُشر تحت رخصة تسمح بدون قيود بنسخ أو تعديل المعلومات الخاصة به من قبل أي شخص وليس حصراً من قبل منظمة مغلقة أو فرد أو شركة. يعد المحتوى المفتوح هو النموذج البديل لاستخدام حقوق الملكية الفكرية لخلق الاحتكارات بدلاً من أن تؤدي إلى الاحتكار فضلاً على أنه يسهل عملية دمقرطة المعرفة.
أكبر مشروع للمحتوى المفتوح هو موسوعة ويكيبيديا.

## التعريف التقني
تعهدت مؤسسة المعرفة المفتوحة Open Knowledge Foundation بالعمل على تعريف تقني للمحتوى المفتوح، يضع مجموعة من الشروط عندها تنفتح المعرفة، تماماً كما يفعل تعريف المصدر المفتوح Open Source بالنسبة للبرمجيات مفتوحة المصدر Open Source Software.
يمكن أن يتمثل المحتوى المفتوح أيضاً في المحتوى المتاح للملكية العامة أو المنشور بموجب ترخيص يسمح بإعادة توزيعه وإعادة استخدامه كمبادرة العموميات الخلاقة مثلاً Creative Commons أو رخصة جنو للوثائق الحرة GNU Free Documentation License وجدير بالذكر أيضاً أن مؤسسة المعرفة المفتوحة (OKD) تغطي البيانات المفتوحة Open Data أيضاً جنباً إلى جنب مع تعريف المحتوى المفتوح.

## التاريخ
من الممكن أن تكون أول حالة موثقة للمحتوى المفتوح كانت هي الجمعية الملكية Royal Society والتي تتطلع إلى تبادل المعلومات في جميع أرجاء العالم باعتبارها مؤسسة عامة. أما مصطلح Open Content نفسه فكان أول استخدام له في السياق المعاصر من قبل David Wiley، ومن بعده طالب دراسات عليا في جامعة بريغام يونغ والذي أسس مشروع المحتوى المفتوح Open Content Project ووضع أول رخصة معنية بالمحتوى (غير متعلقة بالبرمجيات) في عام 1998 مع مدخلات من إريك ريموند وتيم أوريلي.

## محتوى حر
كما هو الحال مع مصطلحي «المصدر المفتوح» و«البرمجيات الحرة» يمكن لبعض مواد المحتوى المفتوح أيضاً أن توصف بأنها «محتوى حر» على الرغم من أنهما من الناحية الفنية يصفان أشياء مختلفة. على سبيل المثال مشروع الدليل المفتوح Open Directory Project هو محتوى مفتوح لكنه ليس محتوى حر فالفرق الجوهري بين التراخيص هو تعريف الحرية. بعض التراخيص تحاول تحقيق أقصى قدر من الحرية لجميع المستفيدين المحتملين في المستقبل (عن طريق الاحتفاظ بقيود أقل) بينما تحاول تراخيص أخرى تحقيق أقصى قدر من حرية المتلقي الأولي.

## محتوى عمومي
المحتوى العمومي (بالإنجليزية: Common Content)‏ أو هو لفظ يستخدم أحياناً للإشارة إلى الأعمال المرخصة بإحدى رخص المشاع الإبداعي، مثال على ذلك هو مشروع المحتوى العمومي Common Content Project وهو محاولة لجمع أكبر قدر من الأعمال التي تطابق تلك المواصفات.

## الوصول المفتوح
الوصول المفتوح (بالإنجليزية: Open access)‏ هو مصطلح يشير إلى فئة خاصة من المواد تتألف من مقالات منشورة متاحة للجميع بدون مقابل.

## محركات بحث المحتوى المفتوح
مع الاهتمام المتزايد بالمحتوى المفتوح، بدأت العديد من الجامعات في تقديم دورات الفيديو/الصوت عبر الإنترنت لعامة الجمهور مثل معهد ماساتشوستس للتقنية وجامعة برنستون. هذا أفاض بزيادة هائلة في موفري المحتوى المفتوح. صعوبة تتبع كل هذا المحتوى أدت إلى ولادة محركات بحث المحتوى المفتوح.

## وصلات خارجية
- (بالإنجليزية) مؤسسة المشاع الإبداعي